# Ericametoden
Ericametoden  är en form av lekterapi som utvecklades under 1940-talet vid Ericastiftelsen av barnpsykiatrikern och psykoanalytikern Gösta Harding som en metod för diagnostik. I dagsläget används metoden sparsamt. 
Metoden grundar sig på en teori om att barnets kognitiva, sociala och emotionella utveckling tar sig uttryck i leken. Metoden är dock inte nödvändigtvis knuten till en specifik utvecklingsteori utan kan kopplas till den teori som testledare vill använda, vanligast är dock psykodynamisk psykoterapi. 
Metoden består i att barnet vid tre tillfällen får ”bygga en värld” i en låda med sand genom att välja bland ett stort antal föremål. Både processen under den tid barnet bygger, och den slutgiltiga scenen i sandlådan, analyseras och anses bidra med information om barnets psykologiska utveckling och hälsa. 
Materialet består av 360 miniatyrleksaker. På golvet finns två sandlådor, en med torr och en med blöt sand. Dessa omgärdas av en träram där barnet och testledaren kan sitta. 
Metoden har tidigare använts för att ta fram bevisföring vid mål om sexuella övergrepp mot barn, men eftersom metoden saknar vetenskaplig grund har detta kritiserats skarpt.
En normering genomfördes 2006.
I dagsläget används materialet som ett lekmaterial för behandling, kontakt och kommunikation med barn.   

## Kritik
Den kritik som finns mot Ericametoden som diagnostiskt instrument är framförallt att det saknas evidens. Det finns stort utrymme för psykologens subjektiva tolkning vid diagnosticering, vilket sänker instrumentets reliabilitet och validitet.